# Екосин
Екосин (на френски: Écaussinnes) е селище в Югозападна Белгия, окръг Соани на провинция Ено. Населението му е около 9900 души (2006).